# Katamenes sichelii
Katamenes sichelii är en stekelart som först beskrevs av Henri Saussure 1852.  Katamenes sichelii ingår i släktet Katamenes och familjen Eumenidae.

## Underarter
Arten delas in i följande underarter:
- K. s. baerii
- K. s. biblicus
- K. s. coranicus
- K. s. hispanicus
- K. s. pseudofulvus
- K. s. tauriae
- K. s. timanensis
- K. s. fulvus